# Crissolo
Crissolo là một đô thị tại tỉnh Cuneo trong vùng Piedmont của Italia, vị trí cách khoảng 60 km về phía tây nam của Torino và khoảng 45 km về phía tây bắc của Cuneo, on the border with France. The source of the Po River is located in the nearby, at 2,020 m.
Crissolo giáp các đô thị: Bagnolo Piemonte, Bobbio Pellice, Oncino, Ostana, Pontechianale, Ristolas (France)và Villar Pellice.